# カミンズ
カミンズ（Cummins Inc.）は、アメリカ合衆国のエンジンメーカー。ディーゼルエンジンを中心に、代替燃料エンジン、発電機などの動力源、各種コンポーネントの生産・販売・アフターサービスを行っている。
1919年創業。本社はインディアナ州コロンバスにある。

## 概要
2019年時点で、190以上の国と地域に600以上の販売会社・代理店、7,200店以上のディーラー、約61,000人の従業員を擁する、国際的エンジンメーカー。ニューヨーク証券取引所に上場しており、同年12月期の売上高は約236億US$、純利益は約23億US$。アメリカ国外での売上高が全体の約43 %を占める（2019年）。
エンジン事業では排気量2.8 - 95.0 Lのディーゼルおよび天然ガスエンジンのサプライヤーとして国際的に大きなシェアを持つ。北アメリカでの大型トラック用エンジンの市場占有率は約38 %を占める（2017年）。
エンジン本体のほか、発電機や各種コンポーネント事業も展開している。プレジャーボート用発電セット（発動発電機）は“Onan”（Cummins Power Systems社） 、ターボチャージャーは“Holset”（Cummins Turbo Technologies社）、エアクリーナーなどのフィルター類は“Fleetguard”（Cummins Filtration社）のブランド名を持つ。

## 拠点

### 海外拠点・現地法人
- 欧州 :  イギリス ノーサンプトンシャー州
- アジア :  シンガポール、 韓国 ソウル、 中国北京
- 南米 :  ブラジル サンパウロ
- 南太平洋地区 :  オーストラリア ビクトリア州

### 主要生産拠点
- アメリカ合衆国
  - コロンバス (インディアナ州)
  - シーモア (インディアナ州)
  - ロッキーマウント (ノースカロライナ州)
  - ジェームズタウン (ニューヨーク州)
- イギリス
  - ダーリントン (イングランド)
  - ダベントリー (イングランド)
- ブラジル サンパウロ
- メキシコ サン・ルイス・ポトシ
- インド
  - プネー
  - ジャムシェードプル ※タタ・カミンズ(Tata Cummins Pvt. Ltd.)
- 中国
  - 襄陽市 - 東風カミンズエンジン(东风康明斯发动机有限公司)
  - 北京市 - 北京福田カミンズエンジン(北京福田康明斯发动机有限公司)
  - 重慶市 - 重慶カミンズエンジン(重庆康明斯发动机有限公司)
  - 西安市 - 西安カミンズエンジン(西安康明斯发动机有限公司)
- 日本 栃木県小山市 ※コマツカミンズエンジン株式会社
- ロシア ナーベレジヌイェ・チェルヌイ (タタールスタン共和国) ※カミンズ・カマ(ЗАО Камминз КАМА)
- トルコ イズミル （BMC Sanayi ve Ticaret A.Ş.（トルコ語版）によるライセンス生産）

※は合弁会社による生産。

## 略歴

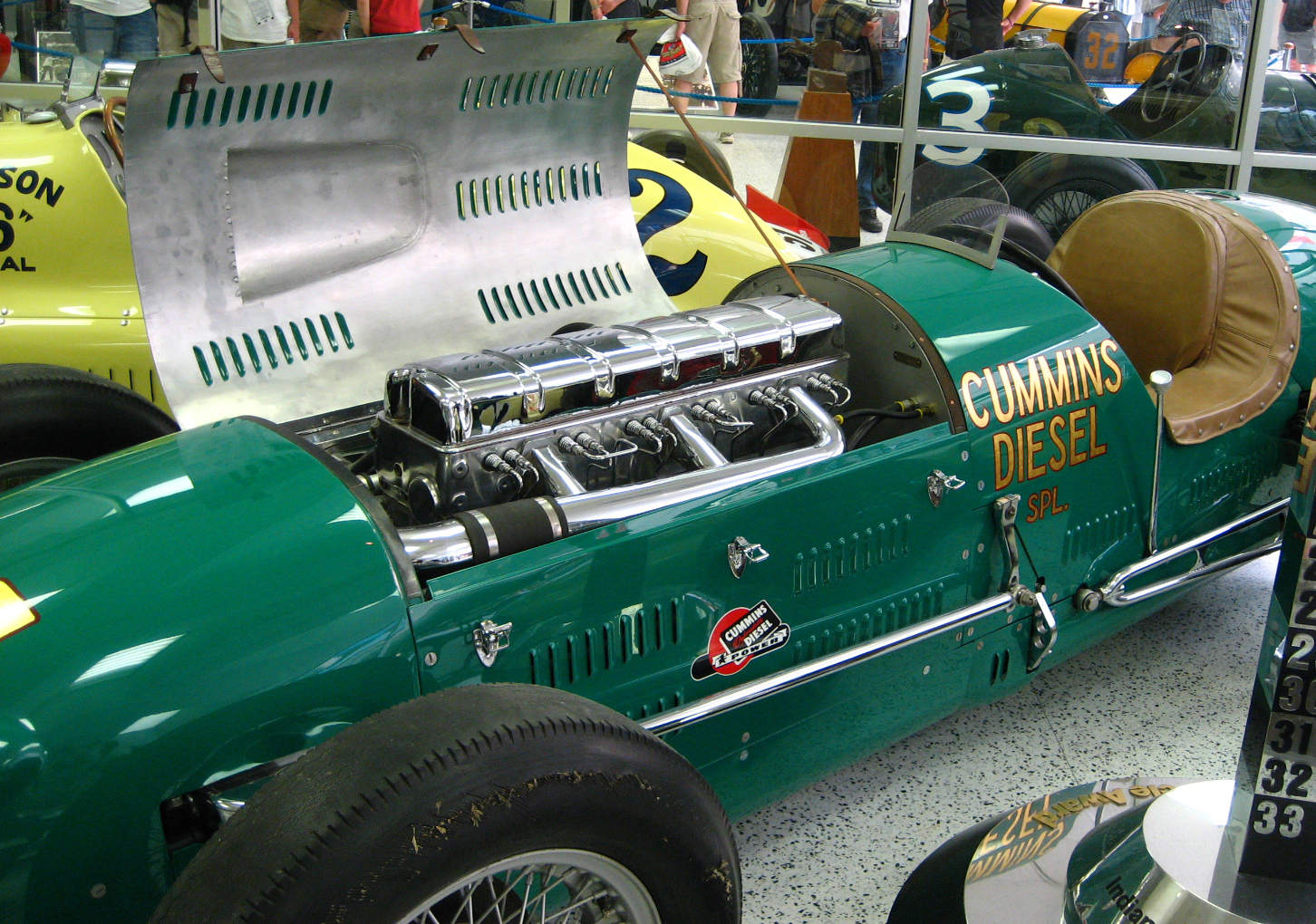
インディ500参戦時のカミンズエンジン（1950年）

1919年に創業者のクレシー・ライル・カミンズ ( Clessie Lyle Cummins 1888-1968) が、カミンズ・エンジン社を設立したことに始まる。
カミンズは1908年からしばらくの間、コロンバスの銀行家で投資家でもあったウィリアム・グラントン・アーウィン(William Glanton Irwin 1866-1943)の自家用車運転手を勤めていたことがあったが、次世代の内燃機関であったディーゼルエンジン開発に強い関心を抱いており、アーウィンに懇請したことでその後援を得て、エンジン開発事業に乗り出したのである。
当初はオランダのHvid社のライセンス供与を受けた6馬力の農業用エンジンを生産した。この小型エンジンは流通大手シアーズ・ローバックでも扱われた。
高速エンジンの大型化を図ったカミンズ社であったが、1924年には船舶用エンジン開発に失敗して倒産の危機に瀕する。それでも辛うじて事業の継続を得、この過程で、技術者のヌードセン (H.L. Knudsen) の協力をも得て効率に優れる直噴式高速ディーゼルエンジンの開発を進展させた。
1929年には、パッカードの中古リムジンに、自社製のディーゼルエンジンを搭載した試作車をウィリアム・アーウィンが運転し、ニューヨークの自動車ショーに直接乗り付けて出展した。特製パッカードはディーゼルエンジンならではの経済性を発揮し、「1ドル39セント（当時）の燃料費でインディアナ州からニューヨーク市へ行けた」とアピールされた。これによって市場の評価を得たことで、カミンズ社は自動車用エンジンメーカーとしても販路を広げることになり、経営はようやく軌道に乗った。小型船舶やトラック用のエンジン開発などの実績を積み、第二次世界大戦中はアメリカを筆頭とする連合国軍に各種の軍用エンジンとして採用された。
1950年代はアメリカにおける州間高速道路網の拡充を受けて、大いに業績を伸ばした。出力・経済性のみならず、耐久性・信頼性にも優れていることが評価されて、多くの大型トラック・メーカーから標準エンジンとして採用され、当時で売上高は1億USドルにも達している。またこの時期にインディ500にも参戦、1952年にはターボ・ディーゼルエンジンを搭載する「カミンズ・ディーゼル・スペシャル」（レース史上初のターボカー）でポールポジションを獲得した。
さらに1950年代以降はアメリカ国外にも大々的に進出し、自社工場および合弁会社の生産拠点を世界各地に設置したことで、98か国2,500箇所にサービス拠点を擁するまでになった。
コンポーネントや発電機事業は企業買収を通じて強化されており、1973年にイギリスのターボチャージャー製造メーカーのHolset Engineering Co.を買収、1992年に発電機メーカーのOnan Corporationを買収、1999年には排気ガス後処理装置メーカーのNelson Industries Inc.を買収した。
2019年にカナダの水素燃料電池プロバイダーのHydrogenics Corporationの株式の80％を買収、鉄道車両やトラック向けの水素燃料電池開発を行っている。

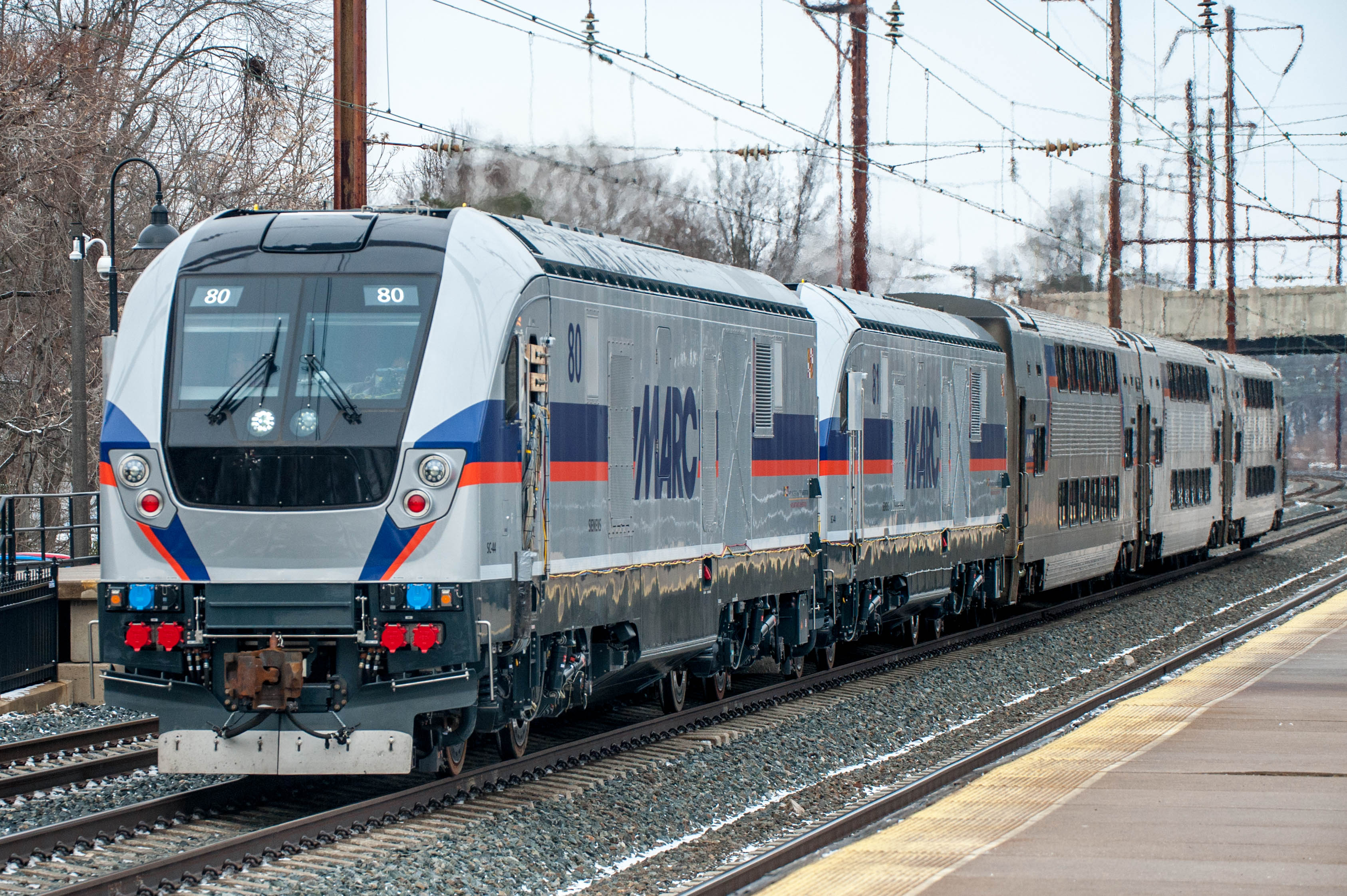
QSK95を搭載し北米で運用される電気式ディーゼル機関車シーメンス・チャージャー
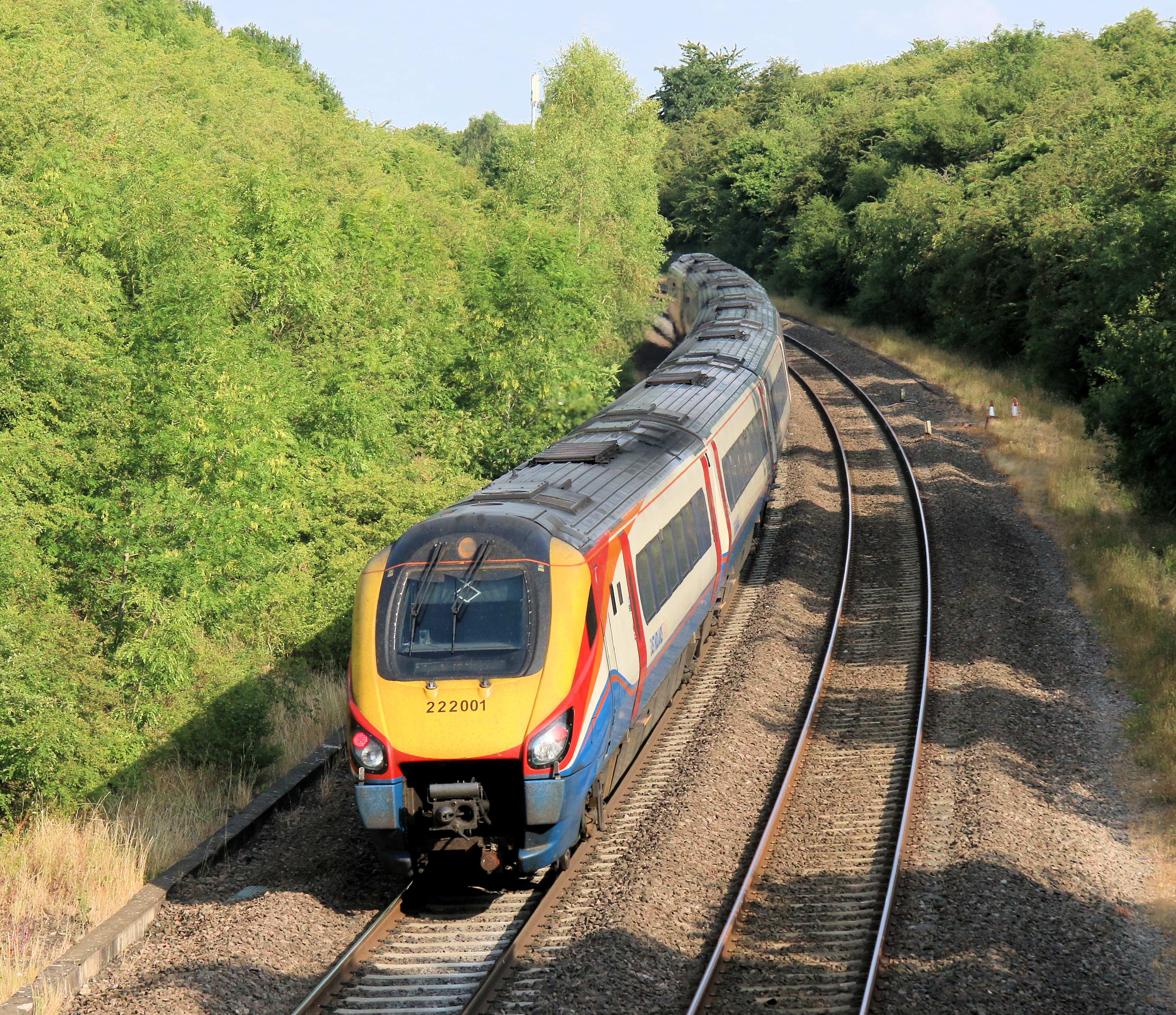
QSK19を搭載するイギリス鉄道222形気動車
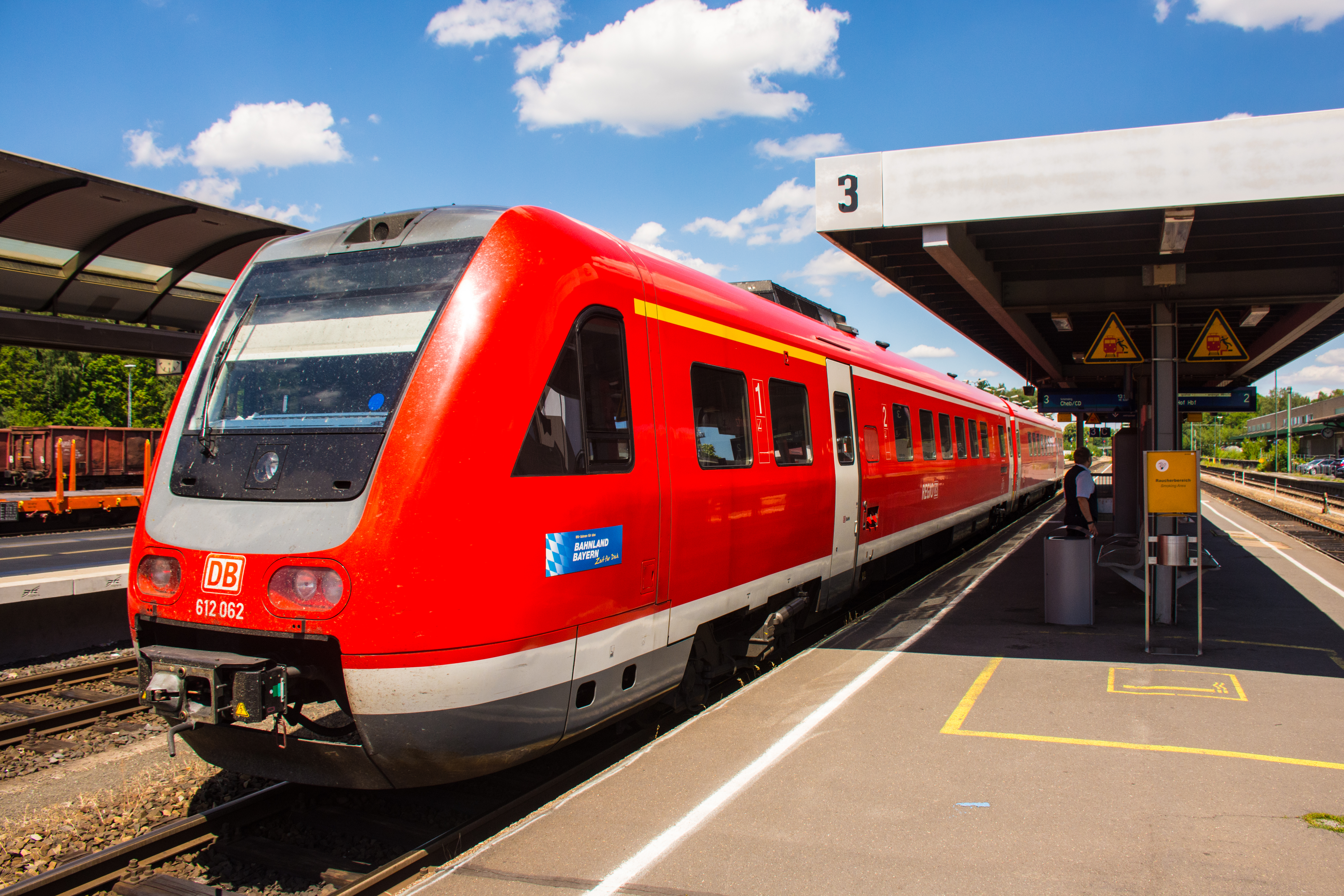
QSK19を搭載するドイツ鉄道612形気動車
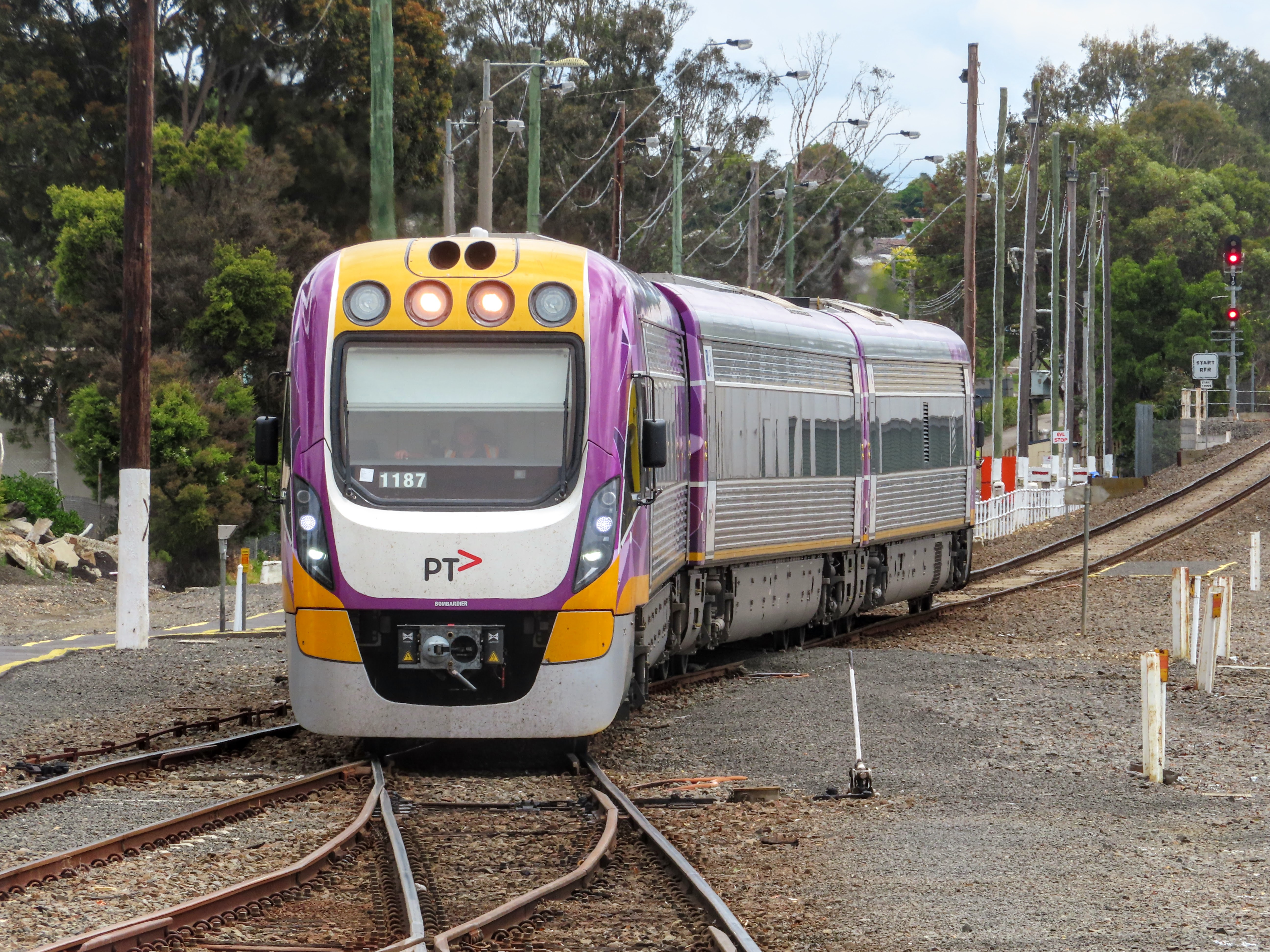
QSK19を搭載しオーストラリアで運用されるV/Line VLocity気動車
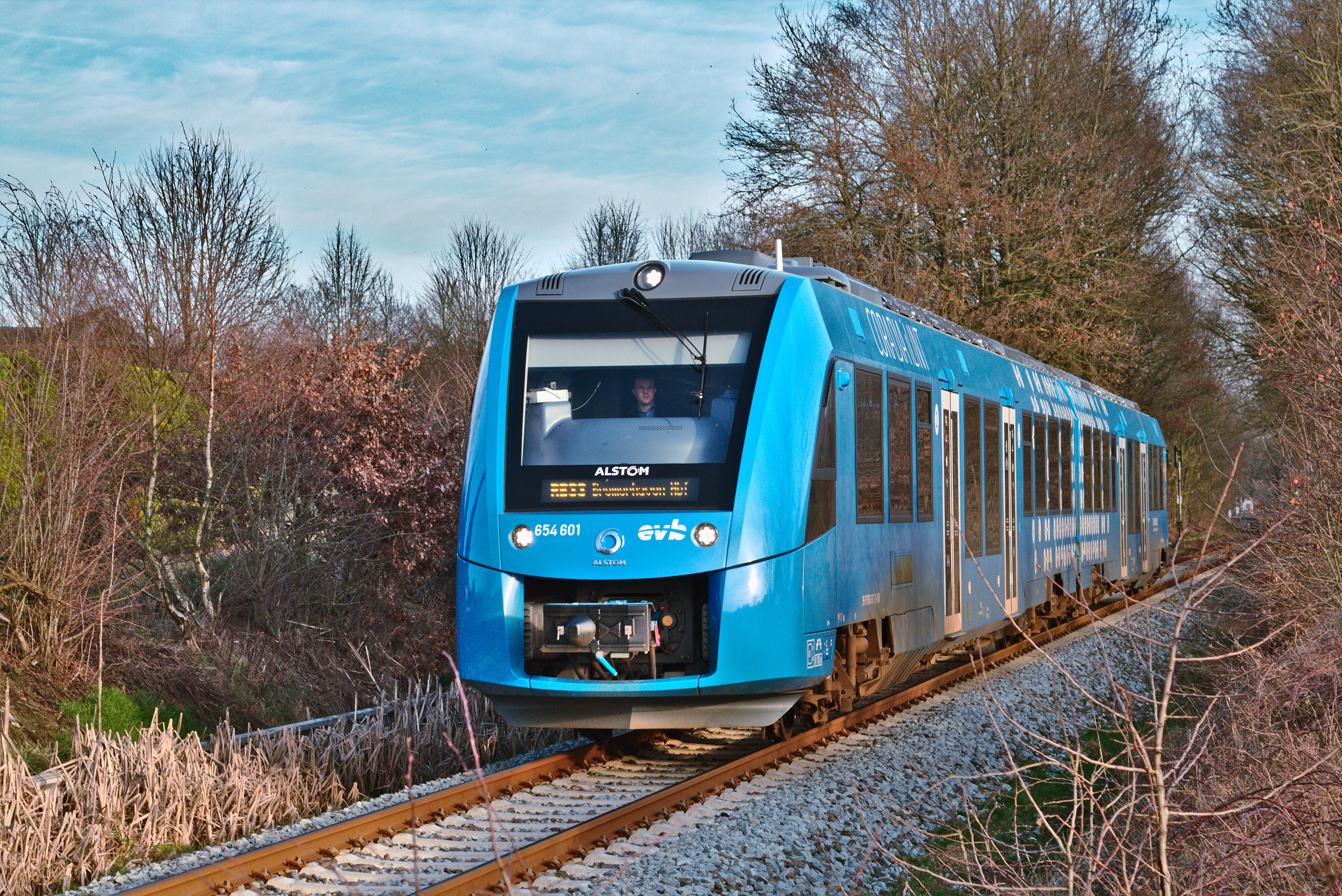
カミンズ製水素燃料電池を搭載するアルストムのコラディアiLINT
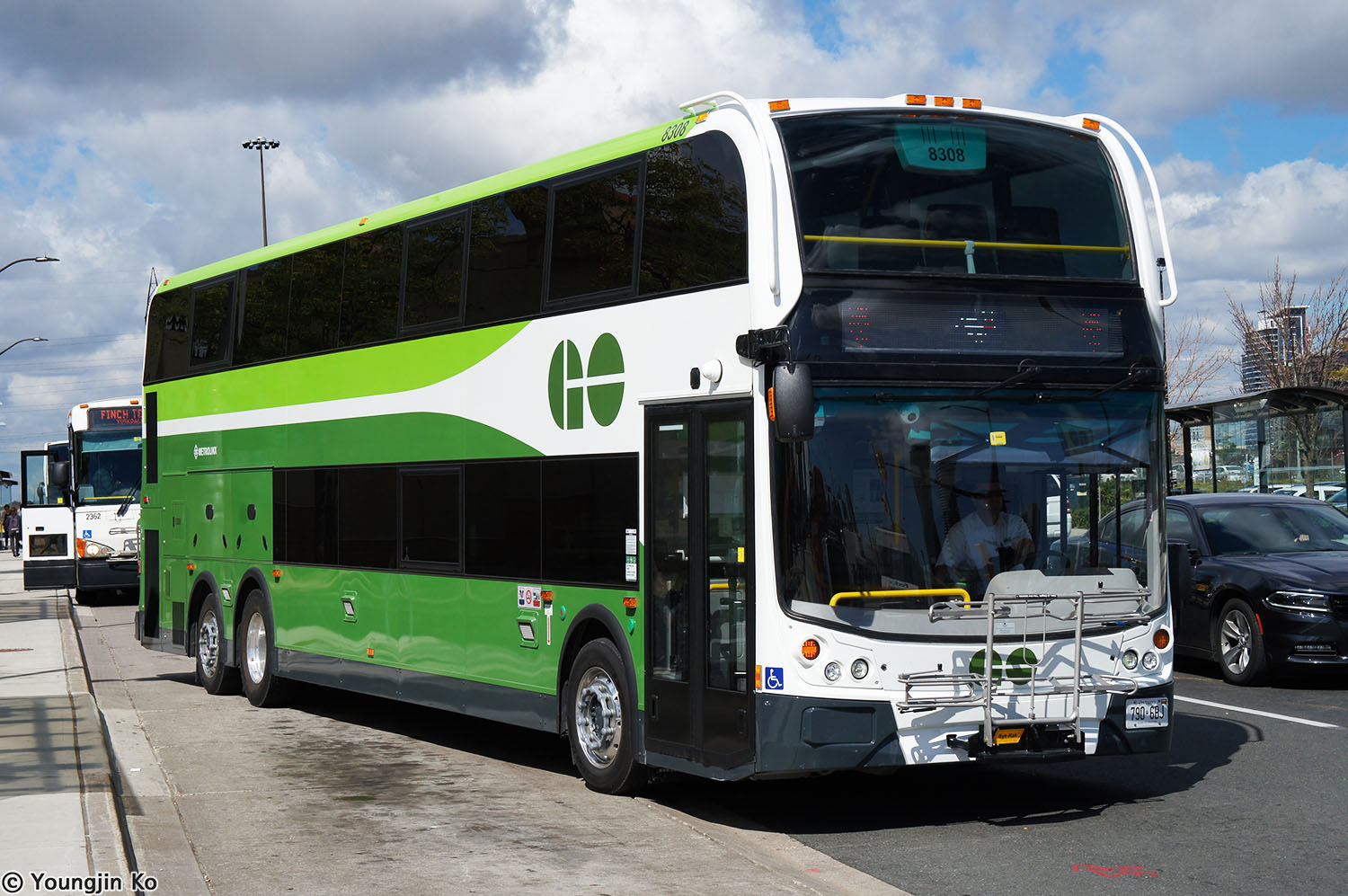
L9を搭載しカナダで運用される2階建てバスアレクサンダー・デニス・E500
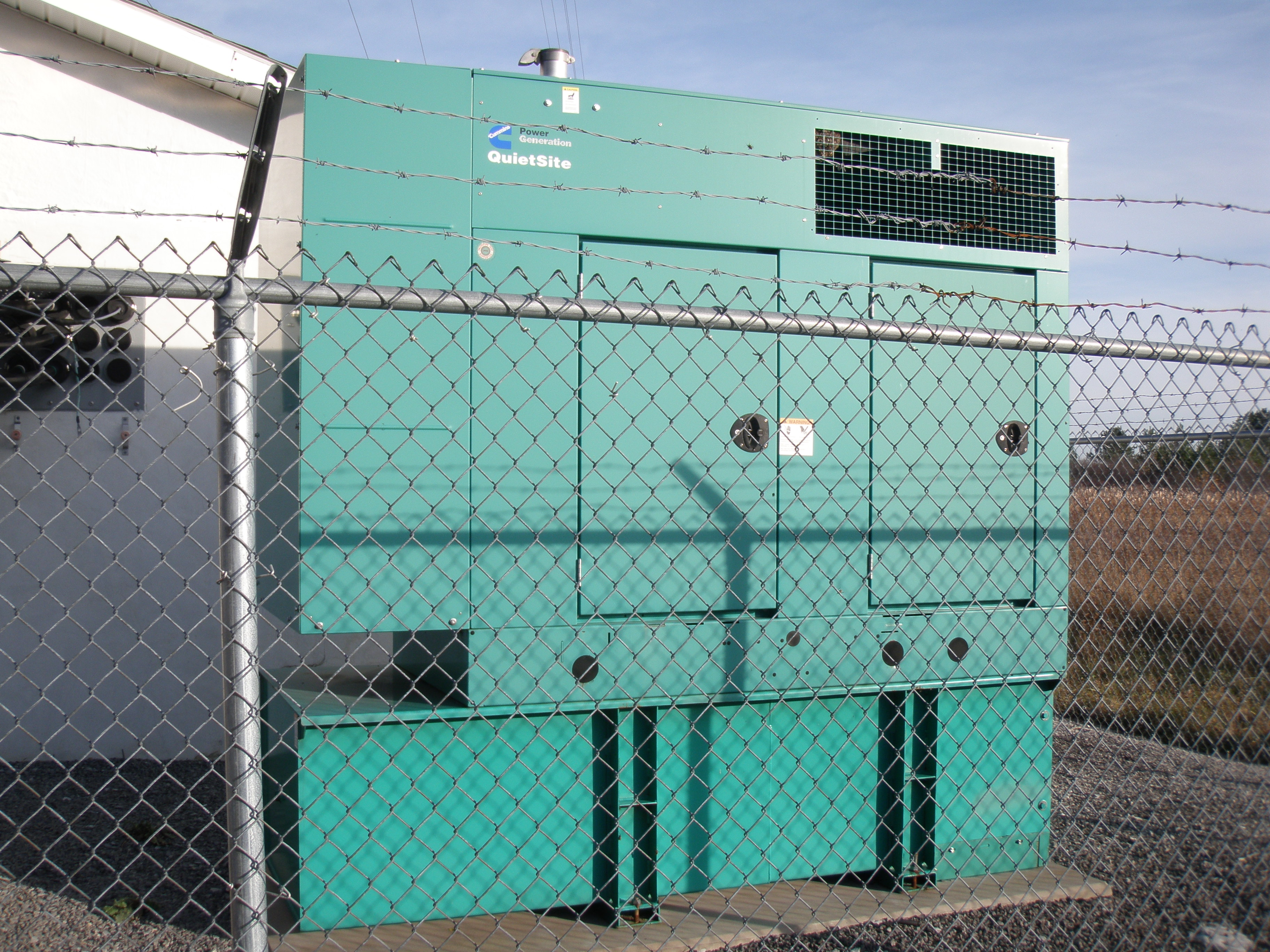
産業用に利用されるカミンズ製発電機

## エンジンラインアップ

### 汎用タイプ

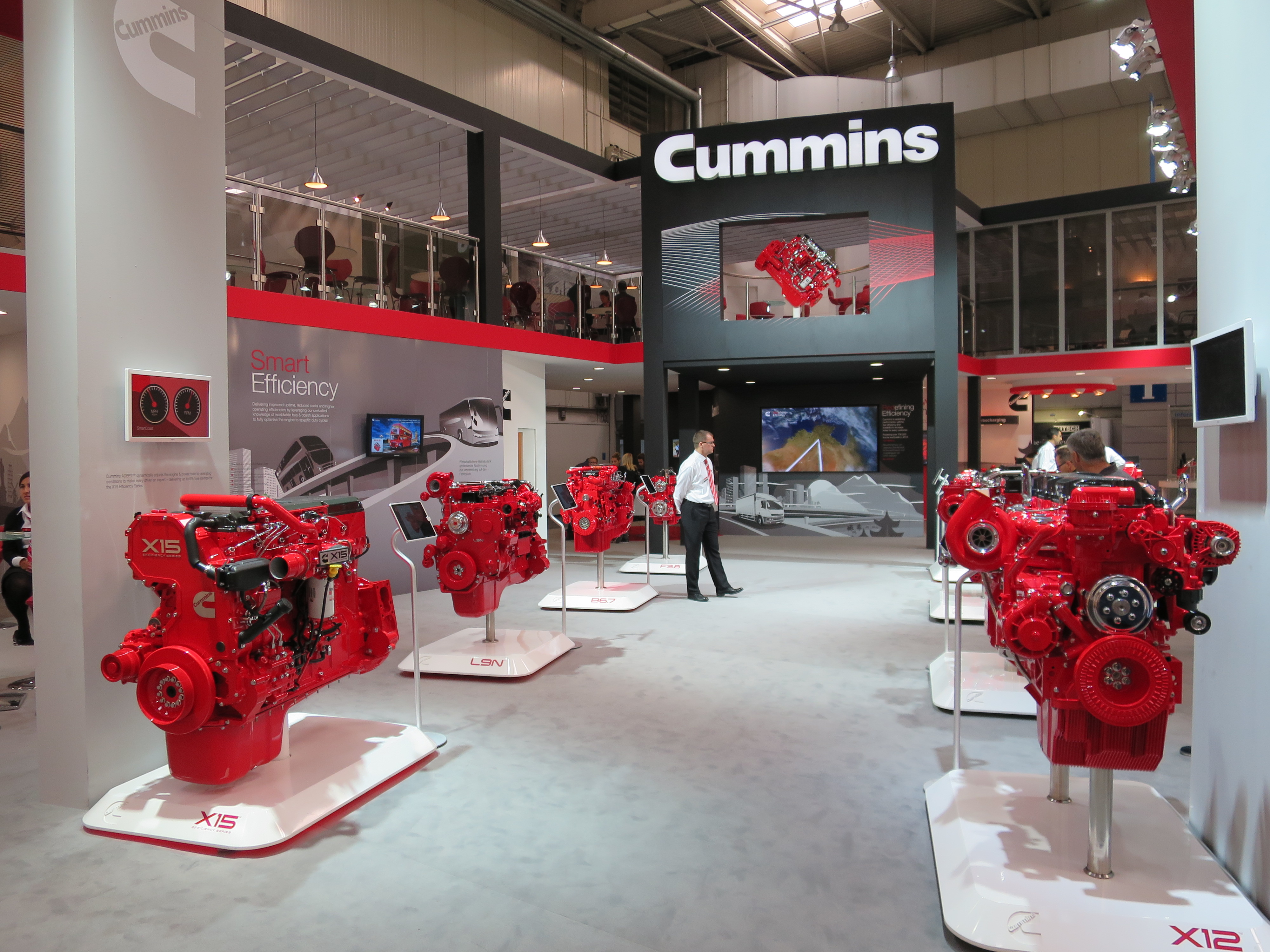
2016年IAA国際商用車ショーのカミンズブース。“L9N”は天然ガスエンジンである。

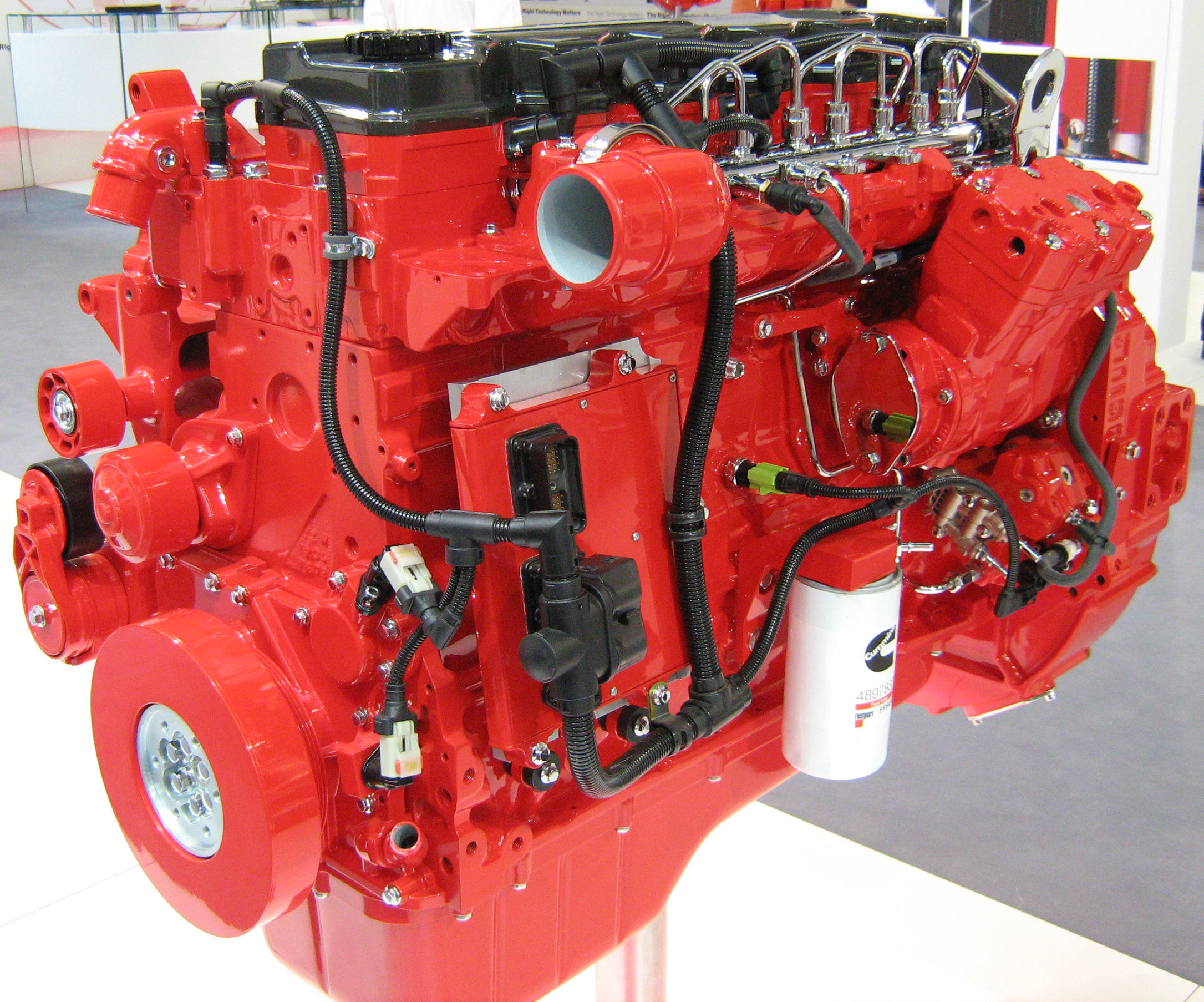
ISB6.7エンジン（Euro 5仕様）

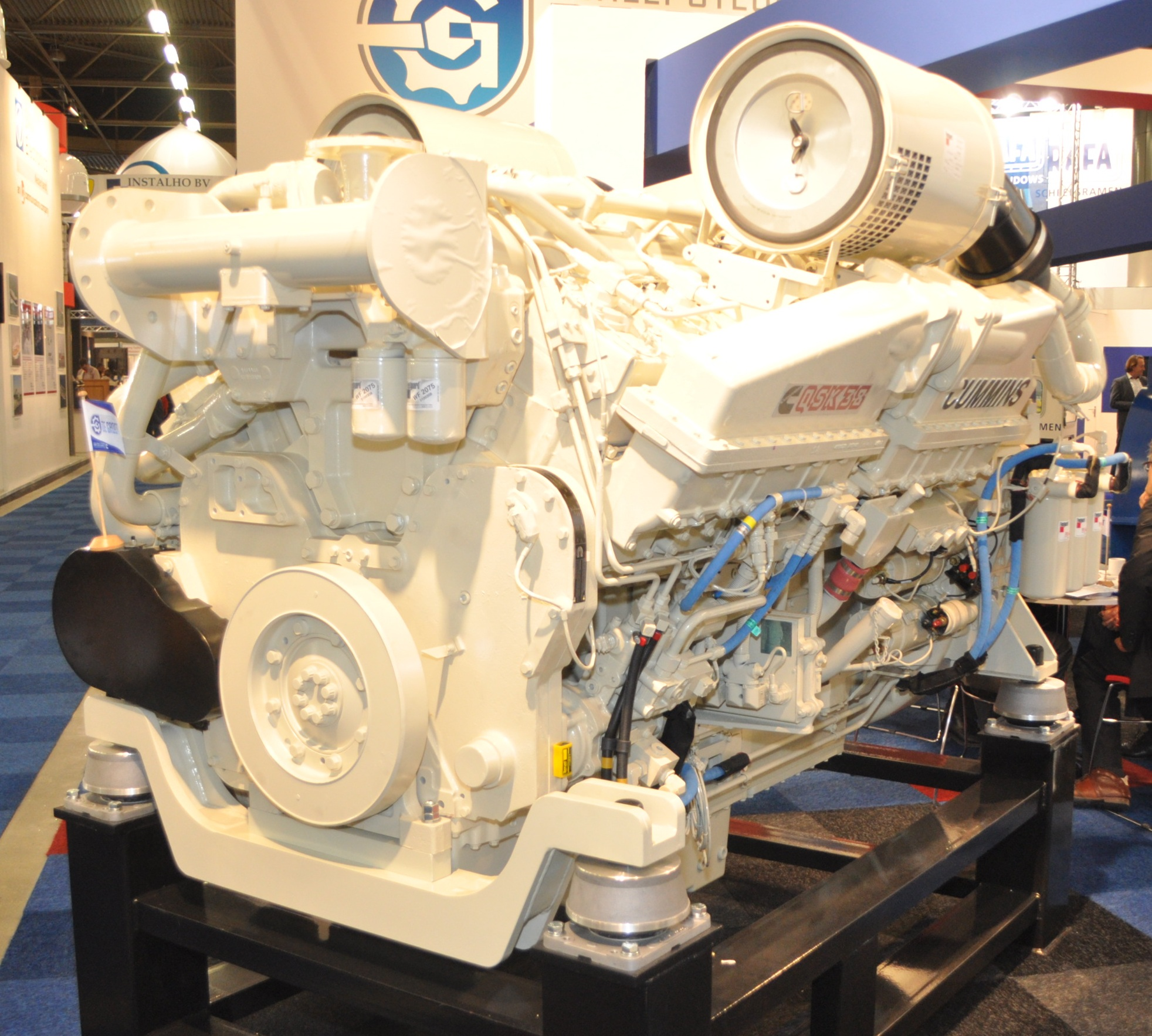
QSK38エンジン（船舶用）

カミンズの汎用ディーゼルエンジンは、自動車向けのオンロードエンジンとそれ以外の産業用途のノンロードエンジンに大別される。前者が“IS*”+数字（Interact System、* はシリーズ名、数字は排気量をリットルで示す）、後者が“QS*”+数字（Quantum System、以下同じ）でエンジン型式が分かれていたが、2017年以後の新たな排出ガス規制適合エンジンから統一された（Xシリーズの場合、オンロードのISX15、ノンロードのQSX15 → 双方X15）。なお、原設計が1970年代以前のエンジンは型式表記方法が異なり、排気量を立方インチで表し、ターボには“T”、アフタークーラーには“A”を付ける（NTA-855、VTA-903、VTA-1710など）。
汎用エンジンはオンロード/ノンロード用途ともに、エンジン全体が赤く塗装されているのが特徴である（旧世代エンジンを除く）。旧カミンズ・マークルーザー・ディーゼル社製など、一部の船舶用エンジンは白く塗装されている。
動弁機構はF・Xシリーズを除きOHVで、固定容量のウェイストゲート型ターボの採用も多く、保守的な構造となっている。
最新世代（欧州ノンロードStage V適合エンジン）は排出ガス後処理装置にDOC、DPF、尿素タンク、SCRを一体化した“Single Module”を採用、従来の別体式に対し省スペース化を図っている。一方、X15を除きEGRを省略している。
ディーゼルエンジンをベースとしたオットーサイクル式天然ガスエンジンもラインアップされており、型式末尾に“G”または“N”が付く。
以下、主要なノンロードエンジンを挙げる。すべて4ストロークの直噴式でターボ・アフタークーラー付きである。
| ノンロードディーゼルエンジンラインアップ（2021年現在） Stage V適合エンジン、および世界のノンロード排出ガス規制については参照 | ノンロードディーゼルエンジンラインアップ（2021年現在） Stage V適合エンジン、および世界のノンロード排出ガス規制については参照 | ノンロードディーゼルエンジンラインアップ（2021年現在） Stage V適合エンジン、および世界のノンロード排出ガス規制については参照 | ノンロードディーゼルエンジンラインアップ（2021年現在） Stage V適合エンジン、および世界のノンロード排出ガス規制については参照 | ノンロードディーゼルエンジンラインアップ（2021年現在） Stage V適合エンジン、および世界のノンロード排出ガス規制については参照 | ノンロードディーゼルエンジンラインアップ（2021年現在） Stage V適合エンジン、および世界のノンロード排出ガス規制については参照 | ノンロードディーゼルエンジンラインアップ（2021年現在） Stage V適合エンジン、および世界のノンロード排出ガス規制については参照 | ノンロードディーゼルエンジンラインアップ（2021年現在） Stage V適合エンジン、および世界のノンロード排出ガス規制については参照 | ノンロードディーゼルエンジンラインアップ（2021年現在） Stage V適合エンジン、および世界のノンロード排出ガス規制については参照 | ノンロードディーゼルエンジンラインアップ（2021年現在） Stage V適合エンジン、および世界のノンロード排出ガス規制については参照 | ノンロードディーゼルエンジンラインアップ（2021年現在） Stage V適合エンジン、および世界のノンロード排出ガス規制については参照 | ノンロードディーゼルエンジンラインアップ（2021年現在） Stage V適合エンジン、および世界のノンロード排出ガス規制については参照 |
| 型式名 | 動弁機構 | シリンダ配列 | ボア×ストローク [mm] | 総排気量 [cc] | 定格出力 [kW(HP)] | 最大トルク [N・m(lb-ft)] | 燃料噴射方式 | 過給器 | 排気ガス低減方法 | 適合排出ガス規制 米国/欧州                                                                                                   | 備考 |
| --- | --- | --- | --- | --- | --- | --- | --- | --- | --- | --- | --- |
| QSF2.8 | SOHC | 直列4気筒 | 94 x 100 | 2,775 | 55 (74) | 300 (221) | HPCR | WGT | EGR,DOC | Tier 4 Final/Stage IV | |
| F3.8 | SOHC | 直列4気筒 | 102 x 115 | 3,758 | 129 (173) | 620 (457) | HPCR | WGT | Single Module | Tier 4 Final/Stage V | |
| B4.5 | OHV | 直列4気筒 | 107 x 124 | 4,460 | 149 (200) | 780 (575) | HPCR | WGT | Single Module | Tier 4 Final/Stage V | コマツ4D107系と同タイプ |
| B6.7 | OHV | 直列6気筒 | 107 x 124 | 6,690 | 243 (326) | 1,375 (1,014) | HPCR | VGT | Single Module | Tier 4 Final/Stage V | コマツ6D107系と同タイプ |
| L9 | OHV | 直列6気筒 | 114 x 144.5 | 8,849 | 321 (430) | 1,846 (1,361) | XPI | WGT | Single Module | Tier 4 Final/Stage V | コマツ6D114系と同タイプ |
| X12 | SOHC | 直列6気筒 | 132 x 144 | 11,823 | 382 (512) | 2,305 (1,700) | XPI | WGT | DPF,SCR | Tier 4 Final/Stage V | |
| X15 | SOHC | 直列6気筒 | 137 x 169 | 14,947 | 503 (675) | 2,779 (2,050) | XPI | VGT | EGR,DPF,SCR | Tier 4 Final/Stage V | |
| QSK19 | OHV | 直列6気筒 | 159 x 159 | 18,942 | 597 (800) | | MCRS | WGT | SCR | Tier 4 Final/Stage IV | |
| QSK23 | OHV | 直列6気筒 | 170 x 170 | 23,151 | 809 (1,085) | | MCRS | WGT | SCR | Tier 4 Final/Stage IV | コマツ6D170系と同タイプ |
| QST30 | OHV | V型12気筒 | 140 x 165 | 30,479 | 1,119 (1,500) | | MCRS | WGT | SCR | Tier 4 Final/Stage IV | コマツ12V140系と同タイプ |
| QSK38 | OHV | V型12気筒 | 159 x 159 | 37,884 | 1,193 (1,600) | | MCRS | WGT | SCR | Tier 4 Final/Stage IV | |
| QSK50 | OHV | V型16気筒 | 159 x 159 | 50,512 | 1,864 (2,500) | | MCRS | WGT | SCR | Tier 4 Final/Stage IV | |
| QSK60 | OHV | V型16気筒 | 159 x 190 | 60,361 | 2,237 (3,000) | | MCRS | WGT | SCR | Tier 4 Final/Stage IV | |
| QSK78 | OHV | V型18気筒 | 170 x 190 | 77,627 | 2,610 (3,500) | | MCRS | WGT | SCR | Tier 4 Final/Stage IV | コマツ18V170系と同タイプ |
| QSK95 | OHV | V型16気筒 | 190 x 210 | 95,265 | 3,281 (4,400) | | MCRS | WGT | SCR | Tier 4 Final/Stage IV | |

このほか、排出ガス規制適用除外分野や開発途上国向けに旧式エンジンも継続生産されている。

### ピックアップトラック用
2021年現在、ピックアップトラック用としてラム・トラックス（ステランティスの一ブランド）のラム（1500を除く車種）向けにエンジンを供給している。
ラムにはダッジブランド時代の1989年よりカミンズ製直列6気筒ディーゼルエンジンを搭載したモデルが設定されており、2007年に排気量を5.9Lから6.7Lに増大させた。2019年には市販のピックアップトラック用エンジンとしては初めて最大トルクが1,000 lb-ft（1,356 N・m）の大台に達した。
ピックアップトラック用エンジンは、汎用タイプと異なりブロックが黒く塗装されている。仕様は以下の通り。
| ピックアップトラック用ディーゼルエンジンラインアップ（2021年現在） | ピックアップトラック用ディーゼルエンジンラインアップ（2021年現在） | ピックアップトラック用ディーゼルエンジンラインアップ（2021年現在） | ピックアップトラック用ディーゼルエンジンラインアップ（2021年現在） | ピックアップトラック用ディーゼルエンジンラインアップ（2021年現在） | ピックアップトラック用ディーゼルエンジンラインアップ（2021年現在） | ピックアップトラック用ディーゼルエンジンラインアップ（2021年現在） | ピックアップトラック用ディーゼルエンジンラインアップ（2021年現在） | ピックアップトラック用ディーゼルエンジンラインアップ（2021年現在） | ピックアップトラック用ディーゼルエンジンラインアップ（2021年現在） | ピックアップトラック用ディーゼルエンジンラインアップ（2021年現在） | ピックアップトラック用ディーゼルエンジンラインアップ（2021年現在） | ピックアップトラック用ディーゼルエンジンラインアップ（2021年現在） | ピックアップトラック用ディーゼルエンジンラインアップ（2021年現在） |
| 型式名                                                             | 動弁機構                                                           | シリンダ配列                                                       | ボア×ストローク [mm]                                               | 総排気量 [cc]                                                      | 圧縮比                                                             | 最高回転数 [rpm]                                                   | 最高出力 [kW(HP)/rpm]                                              | 最大トルク [N・m(lb-ft)/rpm]                                       | 燃料噴射方式                                                       | 過給器                                                             | 排気ガス低減方法                                                   | 搭載車種                                                           | 搭載期間                                                           |
| ------------------------------------------------------------------ | ------------------------------------------------------------------ | ------------------------------------------------------------------ | ------------------------------------------------------------------ | ------------------------------------------------------------------ | ------------------------------------------------------------------ | ------------------------------------------------------------------ | ------------------------------------------------------------------ | ------------------------------------------------------------------ | ------------------------------------------------------------------ | ------------------------------------------------------------------ | ------------------------------------------------------------------ | ------------------------------------------------------------------ | ------------------------------------------------------------------ |
| Cummins 6.7L Turbo Diesel                                          | OHV 24バルブ                                                       | 直列6気筒                                                          | 107 x 124                                                          | 6,690                                                              | 19.0 (400 HP仕様：16.2)                                            | 3,000                                                              | 268 (360)/2,800 - 298 (400)/2,800                                  | 1,085 (800)/1,800 - 1,356 (1,000)/1,800                            | HPCR                                                               | VGT                                                                | EGR,DOC,DPF,SCR                                                    | ラム 2500/3500/4500/5500                                           | 2007-                                                              |

なお、2016年から2019年まで北米日産のタイタンにディーゼル車が設定されており、同社に“Cummins 5.0L V8 Turbo Diesel”の供給を行っていた。

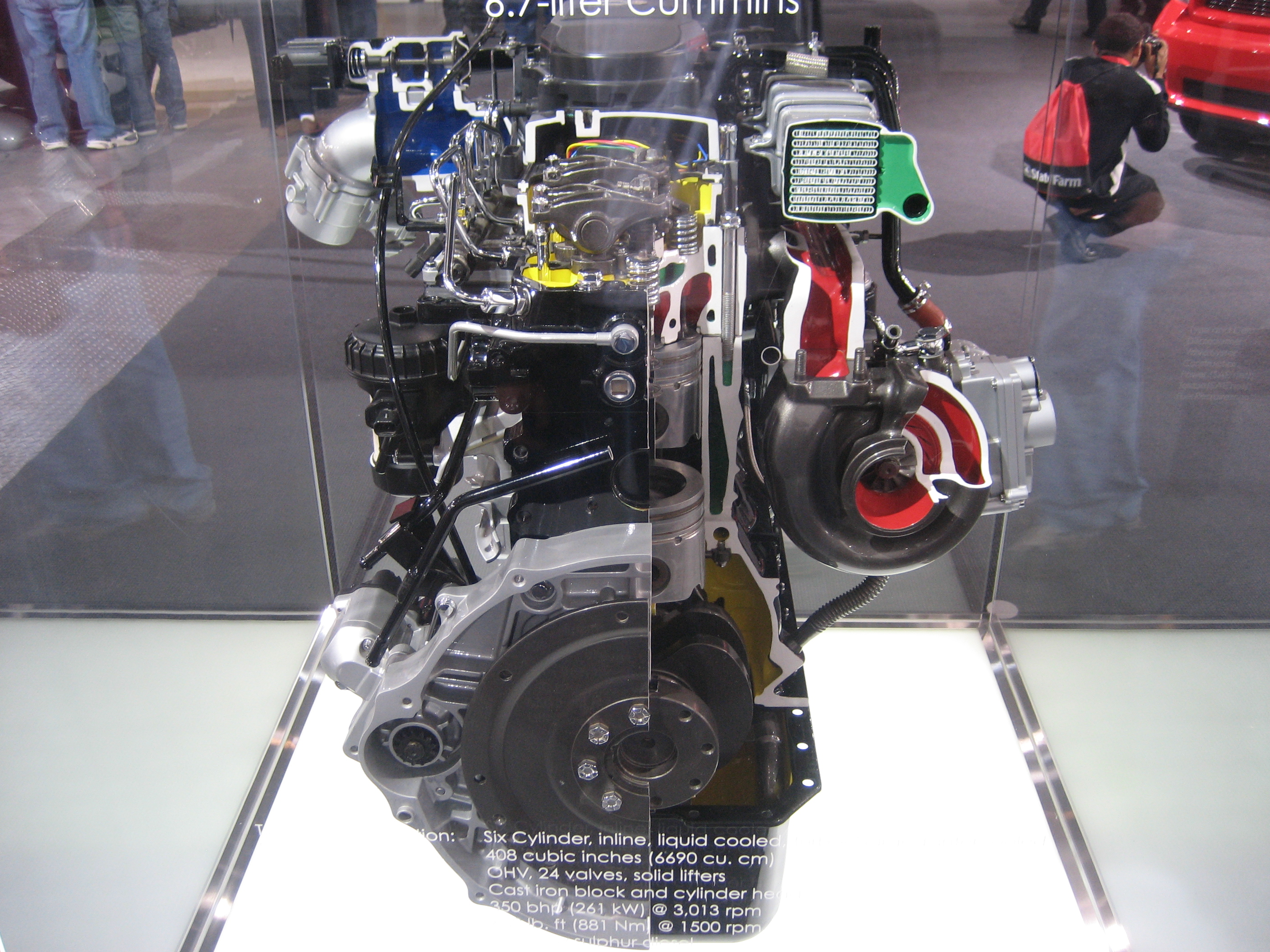
6.7 Lディーゼル（ラム2011年式向け）
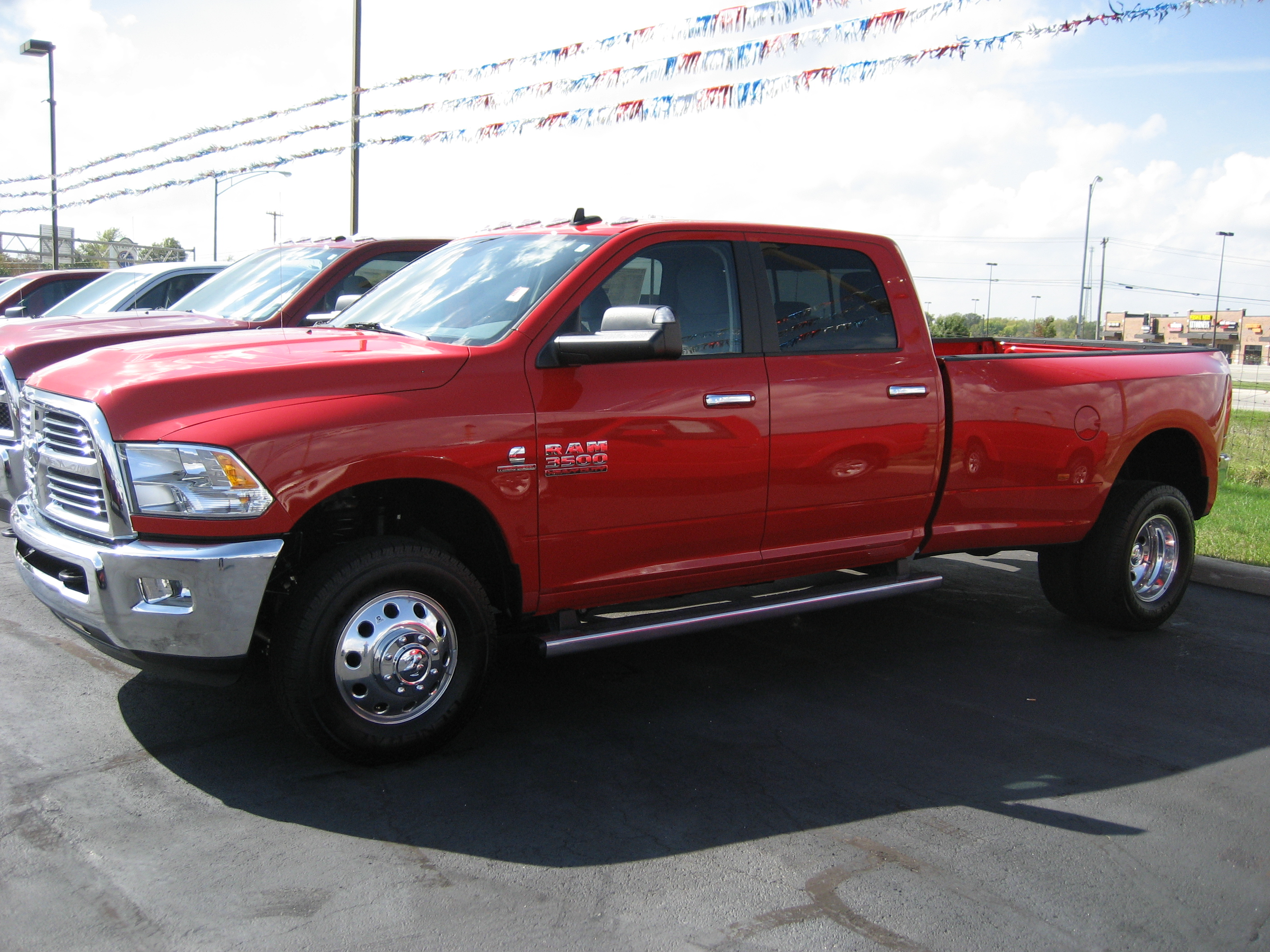
ラム3500（2014年式）。フロントフェンダー横に“Cummins TURBO DIESEL”のエンブレムが付く。
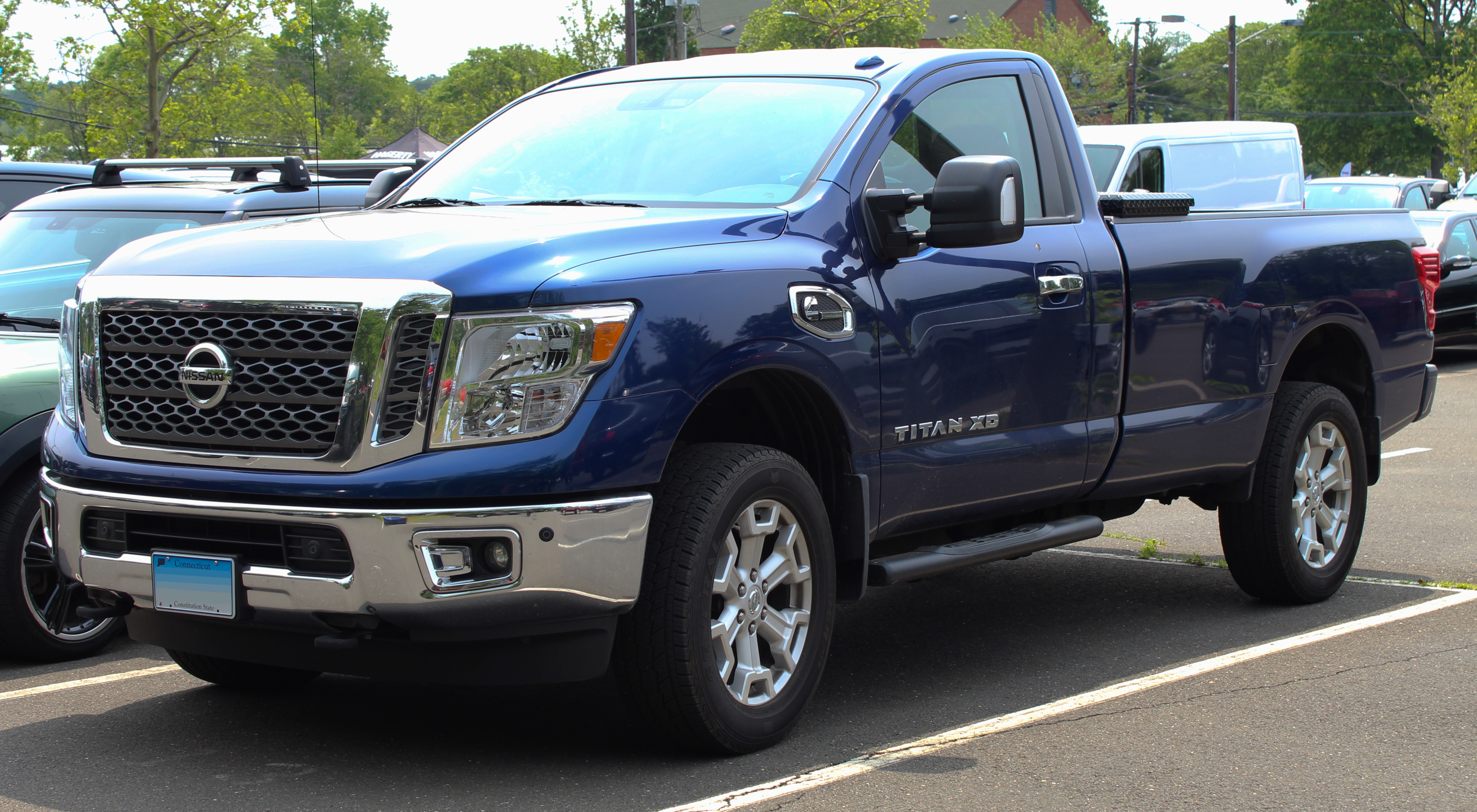
タイタンXDの“Cummins TURBO DIESEL”エンブレムはラムと異なる（2017年式）。

## 日本での事業展開
日本法人のカミンズジャパン株式会社は、1961年10月に小松製作所（コマツ）との合弁会社（出資比率50：50）小松カミンズ販売として設立された。同年11月にコマツはカミンズとディーゼルエンジン部門で技術提携し、のちにコマツ小山工場でカミンズNシリーズ（N743およびN855）のライセンス生産が開始される（エンジン総合工場開設は1968年12月）。
小松カミンズ販売は1985年1月にカミンズの完全子会社となりカミンズディーゼルと改称（2002年にカミンズジャパンと再改称）、コマツのライセンス契約も終了したが、1993年11月には合弁会社コマツカミンズエンジン(出資比率50：50)をコマツ小山工場内に設立し1995年11月より同工場でカミンズB・Cシリーズ（排気量3.3-8.3L）の生産を開始した。また、1998年1月にはディーゼルエンジンの共同研究および開発を行う合弁会社アイ・ピー・エー(Industrial Power Alliance、出資比率50：50)を設立するなど、カミンズの日本進出当初よりコマツとは密接な関係にある。

アイ・ピー・エーが開発したSSDA18V170エンジン（カミンズQSK78に相当）をはじめ、コマツのディーゼルエンジンにはカミンズと構造を同じくするものが複数存在する。
また、いすゞ自動車が2019年5月にカミンズとパワートレイン事業に関する包括的パートナーシップ契約を締結した（後述）。

### 自動車
2021年2月にいすゞ自動車が電動車など次世代車の開発に経営資源を集中させるため、2021年中に北米で販売する中型トラック向けにカミンズB6.7エンジンを調達、その後日本などでも導入する計画が発表された。日本国内で生産する車両向けには、いすゞ栃木工場で生産した同エンジンを搭載する計画。なお、日本国外では現地生産のいすゞブランド車にカミンズ製エンジン（Bシリーズ、L9）を搭載する例は既に見られる。
2024年7月23日には中型トラック「フォワード」およびいすゞ子会社のUDトラックスが販売する「コンドル」にいすゞとの共同開発による直列6気筒エンジン「DB6A」を搭載した車両総重量15トン以上のモデルが追加設定され、同日より販売が開始された。
日野自動車は北アメリカで生産するトラックの2021年モデルで日野製エンジンの認証試験がクリアできないため2020年12月から生産を停止していて、2021年3月にカミンズ製エンジンの供給を受けることで合意した。中型のLシリーズにB6.7エンジン、大型のXLシリーズにL9エンジンを搭載、2021年10月から生産を再開する予定。
それまでは日本の自動車メーカーが国内向け車両にカミンズ製ディーゼルエンジンを採用した例は全くなく、アメリカ車好きの好事家向けに上記ピックアップトラックが少数並行輸入される程度であった。日本ではアメリカ製トラックのように社外エンジンを自由に選べず、自動車メーカーがシャシとエンジンを一貫して生産するか、自社の系列企業（外資系メーカーの場合親会社も含む）からエンジンを調達するのが一般的であるため、日本でカミンズのような独立系メーカーのエンジンが自動車業界で普及しない要因となっていた。
いすゞ・カミンズ協業以前の事業用自動車での採用事例としては、中国・揚州亜星客車製中型観光バスYBL6805Hの日本向け仕様車（日本国内ではオノエンジニアリングにより「オノエンスター」の名称で輸入販売）がカミンズ製ISB4.5エンジン（出力210HP、排出ガス規制はEuro 6適合）を搭載している。
公道を走らない構内車両や輸出車では、宇部伊佐専用道路を走行するケンワースのトラクタT609がカミンズISX15エンジンを搭載している。過去の事例では1950年代にチリへ輸出した富士重工業製バスにはカミンズ製エンジンが搭載されていた。また、1980年にモリタがコマツと共同開発した空港用化学消防車KFM-125にカミンズ製VTA-1710エンジンが搭載されていた。
コンポーネント部門ではHolsetブランドのVGターボがUDトラックスのGH11エンジンに採用されている。

### 特殊自動車
建設機械などの特殊自動車にはカミンズ製ディーゼルエンジンの採用が多く見られる。通称“オフロード法”2014年排出ガス基準（米国Tier 4 Final に相当）適合のカミンズ製エンジン（QSF3.8、QSB4.5、QSB6.7、QSL9）を採用したメーカーに日立建機、住友重機械建機クレーン、コベルコ建機、タダノ、トヨタL&F、酒井重工業、加藤製作所、KATO HICOM、諸岡、古河ロックドリルなどが挙げられる。
過去にはコマツ製建設機械にカミンズNシリーズやVTA-1710エンジンを採用する事例も見られた。

### 船舶
国際海事機関（IMO）の定める第2次排出ガス規制（IMO Tier II、2011年施行）に適合する排気量2.8 - 60Lのディーゼルエンジンをプレジャーボートや商船向けに供給している。船舶向け排出ガス規制は他分野ほど規制値が厳しくないため、QSB5.9やQSM11などやや古い型式のエンジンも継続して採用されている。

### 鉄道車両

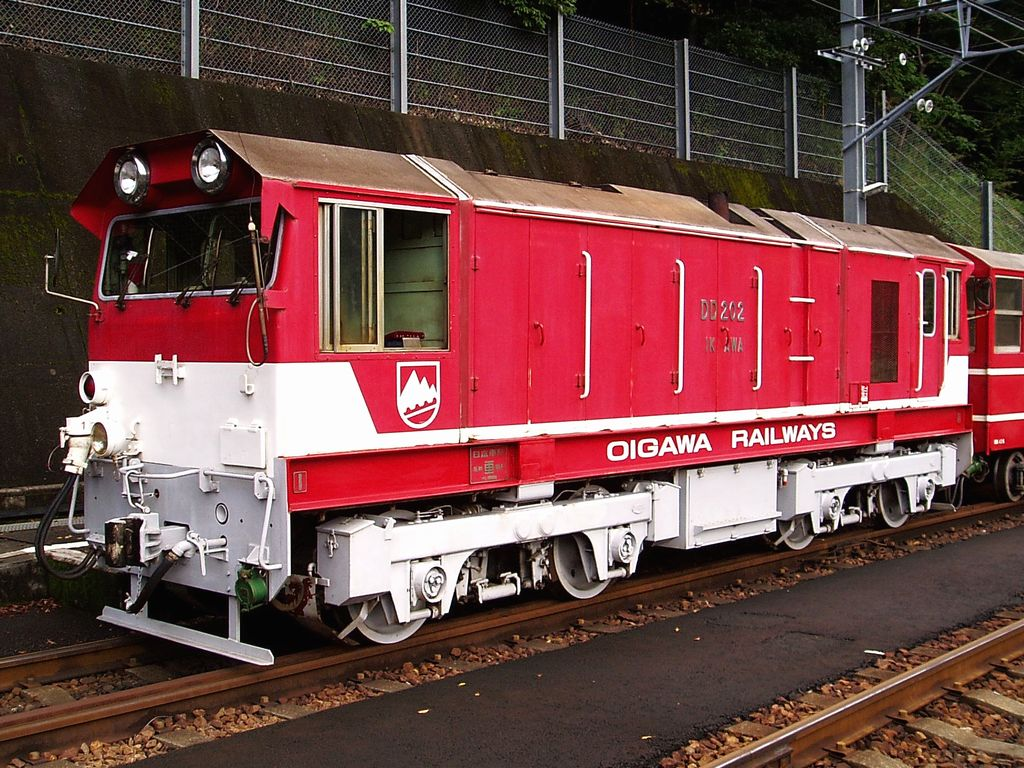
大井川鐵道DD20形ディーゼル機関車

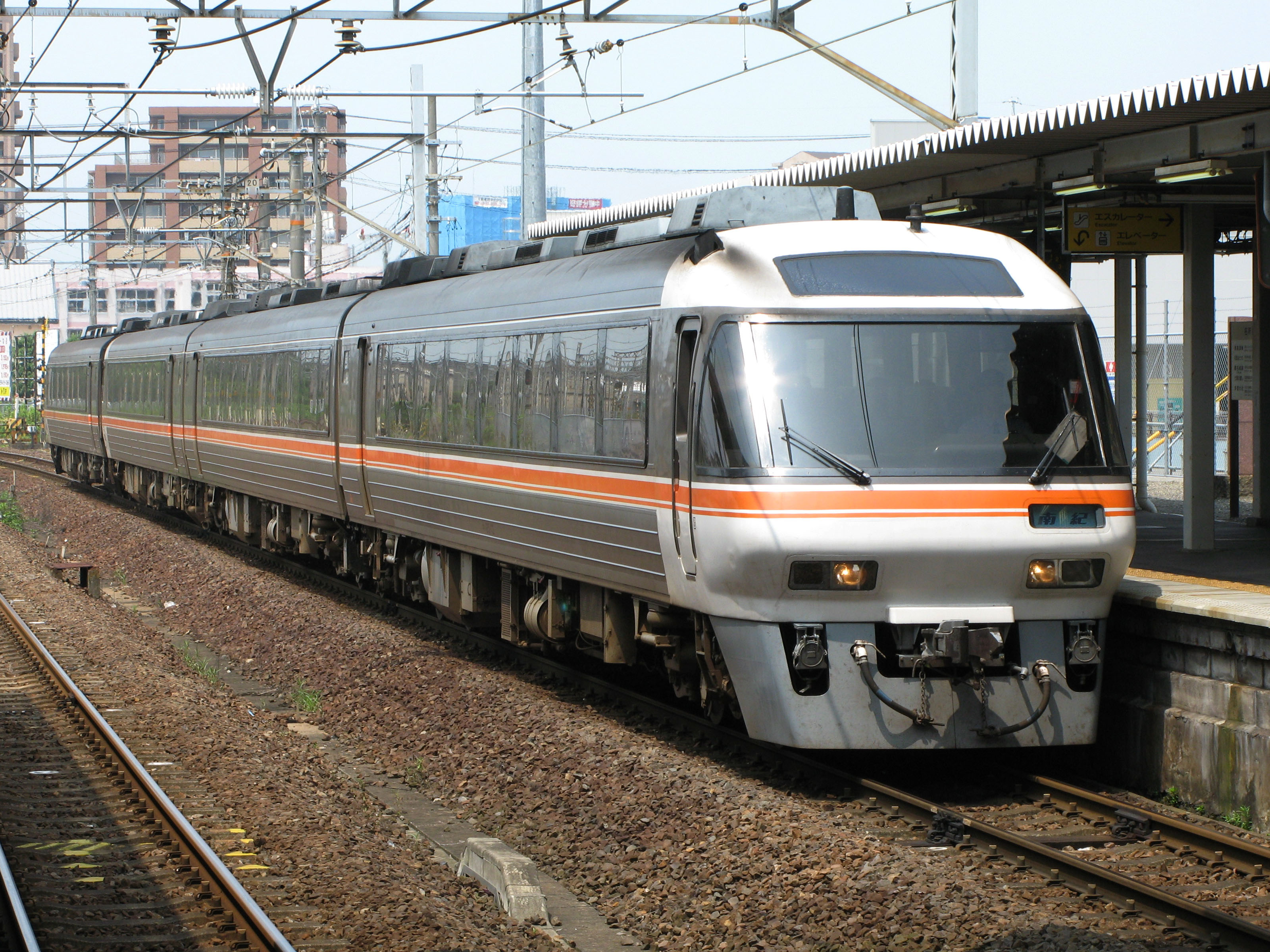
JR東海キハ85系気動車

1950年代から東急車輛製造などの国外輸出用車両（台鉄DR2500系、DR2700系など）には搭載実績があったが、最大ユーザーの日本国有鉄道が国産設計エンジンに偏重し、輸入エンジン採用を忌避したことから、日本国内向けとしての導入は非常に遅くなった。
採用は専用線や私鉄が先行し、1976年に三井鉱山田川工場No.4、私鉄では1982年に大井川鐵道井川線のDD20形ディーゼル機関車に搭載されたのが最初となっている。大井川での導入当初は、コマツがライセンス生産したNシリーズの垂直シリンダ型・NTA-855系が採用されていた。
国鉄分割民営化後の1989年、東海旅客鉄道（JR東海）の特急「ひだ」「南紀」で使われていたキハ80系気動車を置き換えるべく開発されたキハ85系気動車に水平シリンダ型・NTA-855-R-1（JRグループの型式：DMF14HZ系）が搭載された。キハ80系等の旧式なDMH17Hは自然吸気エンジンで、17.0Lの排気量に比し出力180馬力と非力だったが、DMF14HZでは基本設計こそ1960年代のものながら直接噴射式エンジンにインタークーラーとターボチャージャーを装着して350馬力（または330馬力）とDMH17Hの1.5基〜2基分に匹敵する出力を発揮し、段数を増やした新型変速機との組み合わせで電車特急と遜色ない性能を確保した。この実績からJR東海では標準エンジンとして本格採用、日本のほとんどの鉄道事業者や鉄道ファンから認識されていなかったカミンズは一躍メジャーな存在となった。
以後、東日本旅客鉄道（JR東日本）キハ100系・110系気動車、名古屋鉄道キハ8500系気動車（後に会津鉄道へ譲渡）にも搭載、JR東海とJR東日本では一部在来車のエンジンもDMF14HZ (NTA-855-R-1) に載せ替えられている。
なお、日本向けNTA-855-R系エンジンは、スコットランドのノース・ラナークシャーにあるカミンズUK社ショッツ工場（1998年3月閉鎖）で生産されていた。このため、日本の鉄道業界への本格導入当初、カミンズを英国企業と誤解する事例もあった。その後導入のN14系はブラジルやインドで生産されている（カミンズ（スペイン語版）参照）。
Nシリーズの排出ガス規制適合はEPA Tier 2にとどまり、それ以上の規制への適合は困難なため、2000年代以降、欧米諸国向けでも日本向けでも既にカタログや公式サイトのラインナップから除外されて過去の形式となっているが、日本国内では鉄道車両用エンジンについての排出ガス規制が存在しないことから、東海旅客鉄道（JR東海）をはじめとする旅客鉄道会社はいずれも後継形式エンジンの導入には極めて消極的であり、2010年代以降に至っても旧式化したNシリーズの採用が続くという、欧米では見られない現象が続いている。
Nシリーズ以外では、日本貨物鉄道（JR貨物）が、総排気量9Lクラスのカミンズ製エンジンをHD300形ハイブリッド機関車の発電用エンジンに採用している。カミンズの具体的な形式名は公表されていないが、50万台以上の製造実績がある既存形式の産業用エンジンで、水冷4ストローク・直列6気筒、出力325PS（242kW）、定格回転数1,600rpm、最高回転数1,800rpmであり、燃料電子制御方式を採用し、国土交通省の定める排出ガス対策型指定建設機械の第3次基準値適合に相当する。JR貨物における形式はFDMF9Z形である。